# 代替肉

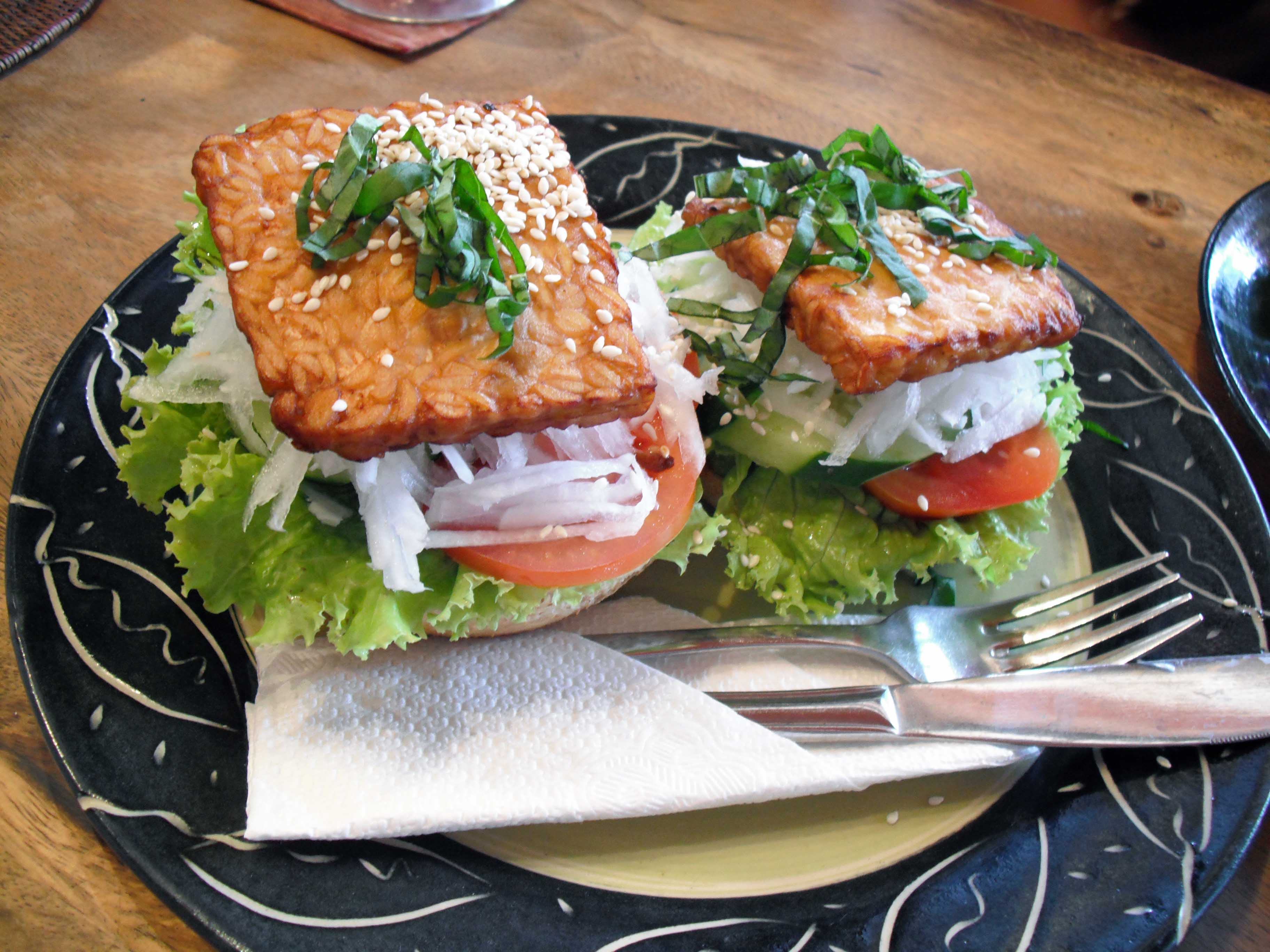
肉の代わりにテンペを用いたテンペバーガー

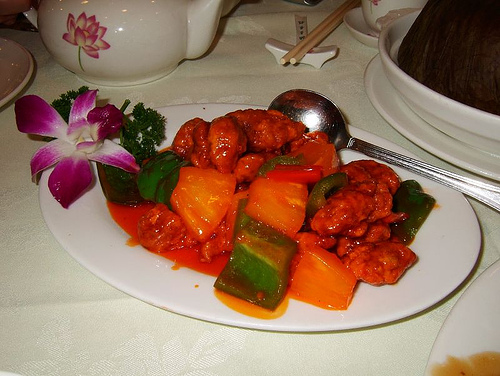
豆腐を代替肉とした酢豚

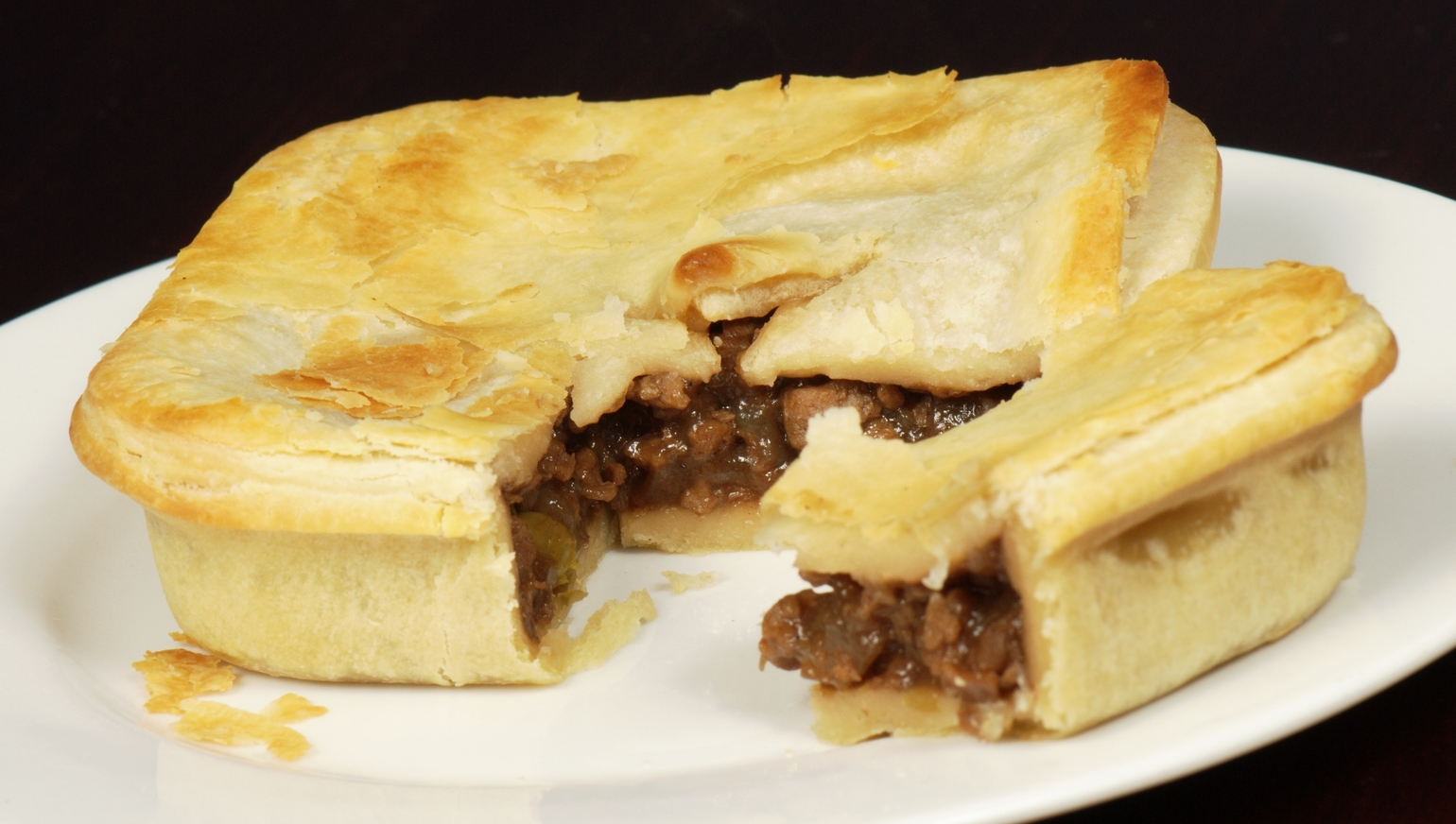
大豆タンパクで作ったミートパイ

代替肉（だいたいにく）とは、従来の家畜肉の代替として作られた食品のことである。代替肉は世界人口の増加や畜産に伴う環境負荷、動物福祉などの解決策として注目されている。
植物性原料の魚介類、乳製品、鶏卵なども含めて「代替食品」と総称されることもある。代替肉には大きく分けて二種類あり、大豆などの植物性原料を使い、肉の食感に近づけたプラントベース(植物由来)食品と、動物の細胞を培養して作る培養肉など動物細胞ベースの代替肉がある。一般的に、植物性のものが代替肉としてよく知られている。
このページでは培養技術以外の代替肉（魚介類含む）を中心に述べる。
日本では動物由来の成分が含まれている場合でも、主な原材料が植物由来である場合は、プラントベース(植物由来)食品に含める場合もある。
プラントベースドミート（PBM）、フェイクミート、大豆ミート、大豆肉、ソイミート（soy＝大豆）、疑似肉、植物性タンパク、アナログミート、ダミーミートなどとも呼ばれる。
代替肉市場は国際的に拡大しており、政府による投資・助成も行われている。特にオランダ、オーストラリア、イギリス、カナダ、シンガポール、デンマーク、イスラエルの7か国は積極的で、これら7か国で、代替肉への資金投入は8億ドルを超える。日本は2024年に代替タンパクのスタートアップに4060万ドル助成。また、世界最大の財団であるノボ・ノルディスク財団、ベゾス地球基金も、植物由来のイノベーションの促進に取り組んでいる。
2021年時点で、代替食品に取り組む会社は世界780社以上にのぼる。アジアでは数年前まで代替肉開発を行うスタートアップの資金調達はゼロだったが、2021-2022年にかけて7億ドル以上を資金調達した。大手食肉企業もまた代替肉市場に参入する。JBS、Tyson、Cargillを含む米国最大の6つの食肉会社はすべて、代替肉会社に投資したり、代替肉会社を買収したり、独自の代替肉製品ラインを立ち上げたりしている。

## 技術
発酵技術や、マイコプロテイン（菌類由来のた開発されたもの用したもの、藍藻 (シアノバクテリア) の繊維で質感のタンパク質を作り出したもの、3Dプリンターで開発されたものなどがある。

## 背景
FAO（国連食糧農業機関）の統計によると、年間で約800億頭の陸生家畜が食用にと殺されている。魚については、養殖と天然を合わせて毎年1兆～3兆匹が食用になっている。2050年には世界人口が100億人に達すると言われており、FAOは世界の食肉消費が2050年までに73 %、乳は58 %増えるだろうと予測する。しかし、この膨大な動物消費が、公衆衛生や動物福祉への懸念、気候への影響な多く問題に直面しているとOECD-FAOの2023 年報告書は指摘している。そのため肉の消費が2075年頃に減少すると推測する。
2019年1月16日付の英医学雑誌『ランセット』は、食の改革を行わないと、地球に「破滅的」なダメージが待ち受けているとして、「野菜を多くとり、肉、乳製品、砂糖を（半分に）控えるよう」に提案する論文を発表。デンマークはランセットの提案に沿って、2021年に公式の食事ガイドラインを更新、成人は週に肉を350g（ハンバーガー約3個に相当）を推奨した。北欧閣僚理事会もまた、2023年に、肉を減らし植物ベースの食事を推奨する栄養ガイドラインを発行した。2022年の国連気候変動枠組み条約第２７回締約国会議(COP27)では、議長国・エジプトが、地球規模の気候変動による被害を軽減するための行動計画を発表。計画には、植物由来の原料を使った「代替肉」の市場の拡大が盛り込まれた。2023年のCOP28では、ケータリングの2/3を植物由来のメニューが提供されている。2024年のパリオリンピックでは植物性メニューが中心となった（一方で動物性タンパク質を求める選手も多く、卵や肉メニューの追加も行われた）。

### 環境負荷
2006年にFAO（国際連合食糧農業機関）は「畜産業はもっとも深刻な環境問題の上位2.3番以内に入る」とする調査報告書を発表。以降も畜産業は拡大を続けている。2019年12月、科学者らは、畜産業がこのまま拡大し続けるなら2030年には気温1.5度上昇するのに必要な二酸化炭素の49 %を畜産業が排出することになると述べ、「これ以上家畜生産を増やさない」というピーク点を設定すべきだと表明した。
世界銀行が2024年に発表したデータによると気候緩和戦略として効果的な方法のトップ1が植林と再植林、続いてトップ2が代替タンパク質だという。48か国210名の気候科学者、食品/農業の専門家らが参画した調査によると、パリ協定の目標に沿うためには、2036 年までに世界の家畜からの排出量を 61% 削減する必要があるという。地球上の居住可能な土地の約40 %が畜産業に使われており、多くの専門家は、森林破壊、温室効果ガス排出、水資源の大量消費など畜産業が環境破壊の主因の一つだと指摘する。食品の環境負荷に関する研究によると、植物性タンパク質は従来の肉よりも気候、水、土地への影響が小さい。肉を植物性タンパク質に置き換えた場合、温室効果ガス排出量は86 - 99 %少なく、土地利用は97 - 99 %少なく、大気汚染は70 - 99 %少なく、毒性のある化学物質の生産量は83 - 99 %少なく、水の使用量は95 - 99 %削減できる。2022年5月に発表された研究は、畜産由来の肉を、代替肉に移行すれば、2050年までに年間の森林減少を半減させると同時に温室効果ガスの排出量を削減できるとする。
2019年、世界経済フォーラムは、代替肉が温室効果ガス排出量の大幅な削減につながるとして、食用肉から代替肉への切り替えを主張。2021年には国連食料システムサミットでは、畜産業と持続可能の両立に関する議論が白熱した。また、世界有数のシンクタンクCSISは、畜産業における人獣共通感染症や薬剤耐性リスクをあげ、「代替タンパクへの投資は、米国に戦略的利益をもたらす」としている。

### 動物倫理
動物福祉や脱動物搾取と言う考えは、代替肉市場の拡大のトリガーとなっている。
2018年に行われた、ドイツ、スペイン、イギリス、フランスで、ベジタリアンの動向に関する調査の四か国合計データによれば、「肉を食べない」または「消費を減らす」と回答した動機として一番多かったのが、「殺すための飼育は残酷なため（49 %）」、次が「飼育条件の悪さのため（12 %）」、続いて「肉への嫌悪感（10 %）」、「環境への影響（8 %）」「健康（3 %）」という結果であった。
農畜産業振興機構が2021年1-3月にかけて実施した8カ国におけるアンケート調査によると、肉を食べない割合はドイツで13 %と最も高く、次いで米国が11 %、日本が9 %となった。多くの国で「肉を食べない」は若年層で多く、ドイツでは肉を食べない理由として「動物がかわいそうだから」は最も高かった（牛肉（32 %）、豚肉（28 %）、鶏肉（46 %））。そのドイツでは肉の消費量が減少し、2021年には過去最低の消費量を記録した。日本で肉を食べない理由として「動物がかわいそうだから」は、牛肉（14 %）、豚肉（24 %）、鶏肉（20 %）となっており、豚肉では環境問題や健康への懸念といった理由を抜いて第一位となっている。
2023年に公開された米食肉業界による食肉消費に関する調査によると、健康な食生活には食肉が不可欠であると消費者の74％が回答する一方で、消費者の33％は食肉消費量を積極的に減らそうとおり、その理由として25％の消費者が動物福祉への配慮を上げている。米国では2017年から2021年まで、畜産業と動物性食品の代替品に対する意識調査が継続されているが、畜産業のさまざまな側面に対して反発が見られ、74.6 ％が畜産業に不快感を示しているという結果であった。さらに、と殺場の禁止には49.1 %、工場畜産禁止には52.7 %が同意するなど、様々な政策転換に対して比較的強い支持があることがわかった。また、動物性食品の消費量をすでに減らしているとの回答は49 %、社会全体で減らすべきだとの回答は56 %となった。

#### 代替肉の先駆者
- ブルース・フリードリヒ - 2015年に設立されたGood Food Institute（英語版）は、代替肉や培養肉を推進する組織で、WHOとともに代替タンパク質を利用した食品の貿易などについてワークショップを開催する、世界的イニシアチブである[65]。同組織を立ち上げたのは、動物擁護団体のMercy for Animals（英語版）と動物の権利団体PETAの副総裁を13年勤めたブルース・フリードリヒ（英語版）である[66]。フリードリヒはもともと毛皮へ抗議するなど動物の権利活動家であったが、より効果的に動物の犠牲を減らすために同団体を設立したという[67]。
- ジェレミー・コラー - FAIRR（FARM ANIMAL INVESTMENT RISK & RETURN）は、畜産のリスクを啓発することを目的とした投資機関ネットワークで、畜産を伴わない代替たんぱくへの移行を企業に促すプロジェクトを進行している。FAIRRに参加する投資機関の合計運用資産は9100兆円（70兆ドル）にのぼる[68]。FAIRRの創業者で最高経営責任者（CEO）であるジェレミー・コラー（英語版）は、動物の権利や、工場畜産の恐怖について、問題視している人物だ。ただ彼はそれらの解決方法として「動物がかわいそう」というメッセージではなく、人々に工場畜産を「人間の世界的な持続可能性の問題」として提起している[69]。
- イーサン・ブラウン - 代替肉の先駆的開発企業である、ビヨンド・ミート社のサイトには次のように書かれている。「私たちは、人間の健康の改善、気候変動へのプラスの影響、天然資源の保護、そして動物福祉の尊重に尽くします」。同社の創業者兼CEOのイーサン・ブラウンはヴィーガンだ。7歳で「人間は犬をペットとして大事にするが、とてもよく似た豚は食用にして、尊重しないのは何故か？」と疑問を抱き、成長するにつれて食肉大量消費の問題を知ったという[70]。
- パトリック・O・ブラウン - ビヨンド・ミート社と肩を並べる代替肉開発の主要企業がインポッシブル・フーズだが、同社の創設者のパトリック・O・ブラウン（スタンフォード大学生化学名誉教授）もまたヴィ―ガンである[71]。彼は2009年、18ヶ月の休暇を取得し、彼が世界最大の環境問題であると考えていた工業用畜産農業の廃止のために費やした。その結果、自由市場の中で動物を使用した農業を減らすための最善の方法は動物によって作られている既存の市場の中にこれに競合する動物を使用しない製品を送り出すことだとの結論に達し[71]、2011年にインポッシブル・フーズを設立した。ブラウンはインポッシブル・フーズについて「弊社の目標は畜産業界を払いのけて叩き潰すことです」と言っている[72]。

- ジョシュ・バルク - Eat Just（英語版）社は、最も有名な「代替卵」の会社で、2020年12月には動物飼育を伴わない「培養鶏肉」を世界で初めて販売開始したが、同社の設立者の一人であるJosh Balk（英語版）は、食肉処理場や工場畜産の覆面調査員として働き、工場畜産反対キャンペーンを展開したあと、HSUS（アメリカの動物保護団体）の副社長で畜産動物保護を担当している人物でもある。

### 食糧難
1990年代、北朝鮮は苦難の行軍と呼ばれる深刻な食糧難に陥った。この時、北朝鮮ではブタの飼料として用いられてきた大豆粕を加工して代替肉であるインジョコギが作られるようになった。食糧事情が改善すると大豆を用いて作られるようになり、味が向上している。北朝鮮の庶民は本物の肉を手に入れるのが難しいため、定番食材として用いられている。

## 各国の動向
2023年、代替タンパク質に対する世界の新たな公的資金は5億2,300万ドルに達し、これまでの投資総額は16億7,000万ドルになると推定されている。

### 欧州連合
欧州連合は、温室効果ガス削減のための行動計画を定める「欧州グリーンディール」の中心となる Farm to Forkを2020年5月に発表し、「代替タンパク質の研究に資金を提供」「植物ベースの食事の促進」を掲げた。また農業戦略においても重要な研究分野の一つに「代替肉などの代替タンパク質の入手可能性と供給源を増やすこと」を盛り込んでいる。さらに2021年12月には、フランスとオーストリアの農業大臣が、欧州委員会に対し、EU全体の植物ベースのタンパク質戦略を策定するよう求めた。ヨーロッパの未来に関する会議は、2022年5月、 植物ベースの食事への資金提供の提言を盛り込んだ最終報告書を発表した。EU各国の改訂された食事ガイドラインを見ると、肉や乳製品を減らして植物性食品を増やすものにするという共通の傾向がある。2022年8月、フランスとデンマークは、植物タンパク質の開発に投資する計画を盛り込んだ、2023-2027年農業共通政策（CAP）を発表。

### デンマーク
2021年に植物性タンパク質に1億7,700万ドルを投資。2023年、植物ベースの食品を促進するための国家行動計画を策定した。

### フィンランド
環境先進国として知られるフィンランドの首都ヘルシンキは、2021年11月、行政主催イベントでの肉類・食肉加工品の提供を禁止する方針を打ち出した。また、ロサンゼルスやエディンバラ、アムステルダム、インド15都市など含め世界中の25の都市が、Plant Based Treaty（植物由来条約）という気候危機との戦いにおいて食糧システムに重きを置いた対策の草の根キャンペーンを承認し、植物由来食品を推進している。2024年、フィンランドは肉摂取量を減らす国家食事ガイドラインを発表した。

### ドイツ
2021年11月、ドイツでは3党が連立し左派政権発足が発足する見通しとなったが、この３党連立協定には次の項目が盛り込まれた。「私たちは、植物ベースの代替品を強化し、食品業界とEUにおける代替タンパクの革新をサポートします。」。同政権ではベジタリアンのジェム・オズデミルが食品農業大臣に任命された。翌年、ドイツ連邦保健大臣Karl Lauterbachは、健康、環境、動物福祉の理由から、肉の消費量を劇的に削減する必要があると述べている。ドイツでは、一人当たりの消費量は2020年と比較して2021年は2.1kg減少、1989年に集計がはじまって以来、過去最低となった。2023年には政府、植物由来の食品と代替タンパク質を促進するために、4,100万米ドルの投資を決定。

### オランダ
オランダでは2020年-2023年にかけて、スーパーマーケットでの肉の売上は16.4パーセント減少。オランダのスーパーマーケットの合計シェア90％以上をもつ11社は、2030年までに店で販売するタンパク質の60％を植物性にするとしているなど植物性たんぱく質に重点を置いている。オランダのハーレムは2022年、温室効果ガスの排出を減らすために、2024年から公共スペースにおける肉の広告禁止を施行する。

### スペイン
2023年、スペインのカタルーニャ州は、植物性代替タンパクの生産拡大を支援するため、700万ユーロ（732万米ドル）の投資を発表。

### ポルトガル
2025年、国家エネルギー・気候計画（NECP）の一環として、国家的な植物性タンパク質戦略を策定。

### イギリス
2021年7月、イギリス政府委託により策定された国家食品戦略では「英国人は2032年までに肉の摂取量を30％削減する必要があり」、このような劇的な減少は「重大であり、達成するのは容易ではない」が、畜産からのメタン排出を削減し、炭素を貯蔵するために使用できるように土地を解放するために不可欠であると述べている。また同年10月には、イギリスのボリス・ジョンソン首相は気候変動に関する子供たちとのセッションで、「代替肉が研究されており、代替バーガーは肉のバーガーと区別できない」「肉をたくさん食べない未来はまもなく来るだろう」などと述べている。続く12月には、イギリスのオックスフォードシャー州議会が、公式イベントで、肉や乳製品の提供を禁止する規則を可決した。また、2022年に発表されたイギリス政府の研究戦略には、持続可能な代替タンパク質源の開発を支援するために2,000万ポンドを投資することが盛り込まれた。2024年、同国政府は、肉や乳製品の類似品を開発できる発酵技術分野に1200万ポンド（約22億円）の投資を決定。

### アルゼンチン
世界で2番目に大きな肉消費国であるアルゼンチンでは、2021年5月にアルゼンチン環境省が、気候変動対策として、月曜日に食事を肉から植物ベースの食事に置き換えるよう市民に促す「グリーンマンデーズ」キャンペーンを開始した。

### カナダ
カナダ政府は2018年11月に、植物性たんぱく質に1億5,300万ドル投資することを発表。2018年から2028年までの同国の植物性タンパクへの公的資金投入は2億6000万ドルの計画となっている。

### アメリカ
アメリカでは2022年年3月、バイデン政権は、持続可能性の向上や食料安全保障の強化のために、代替タンパク質の研究開発の後押しを求める報告書を発表。2023年、米国エネルギー省は、代替タンパク質生産を、温室効果ガス排出削減の重要な分野と特定し、8,300 万ドルの支援を発表した。アメリカでもっとも人口が多い都市であるニューヨーク市は、炭素排出削減の取り組みとして、市所有の病院や公立学校、高齢者センター、ホームレス保護施設、刑務所において少なくとも週に一度、植物ベースのメニューを提供している。2024年、米国の食生活指針諮問委員会は食肉および卵の摂取量を減らすよう、米国農務省へ科学報告書を提出した。

### イスラエル
2022年、農業省と科学技術省が、肉、乳製品、卵の植物性代替品の食品技術研究のための予算をまとめている。

### 台湾
2023年1月、台湾で承認された気候変動法案には、植物性食品に特化した低炭素型食生活の推進が盛り込まれた。これにより台湾は気候変動に関する法律でプラントベース食品に言及している地域の一つとなった。

### 中国
2020年以降、KFCコーポレーション（ケンタッキー・フライドチキン）、スターバックスといった大手飲食チェーンが代替肉の採用を開始するなど、代替肉参入の動きが活発化している。中国国家発展改革委員会は、豚熱拡大をうけて、植物性肉への投資を奨励すると発表。2025年2月に農業農村部が発表した「国家農業科技イノベーション重点分野（2024〜2028年）」では、代替タンパク質が重点分野として位置づけられた。

### 韓国
2023年、韓国政府は、植物性食品産業の成長を促進する計画を発表。動物性タンパク質の代替として植物性タンパク質を推進することを掲げた。

### インド
2023年、インドの科学技術省は、6つの主要優先事項の1つに代替タンパク質を掲げた。

## 日本の動向
2019年、環境省はミートフリーマンデー（週に一日肉を食べない）を推進するミートフリーマンデーオールジャパン（MFMAJ）に 環境省グッドライフアワード実行委員会特別賞を授与した。
2020年3月には新しい『食料・農業・農村基本計画』で「多様な食の需要に対応するため、大豆等植物タンパクを用いる代替肉の研究開発等、食と先端技術を掛け合わせたフードテックの展開を産学官連携で推進し、新たな市場を創出する」が盛り込まれ、農林水産省は同年4月、フードテック研究会を設立、最先端技術（フードテック）を活用したタンパク質の供給の多様化が話合われている。7月の中間とりまとめでは、代替肉や培養肉は重要な分野だとの認識を示した。2021年5月12日に決定した「みどりの食料システム戦略」（農林水産省）には、代替肉を産学官連携で推進することが盛り込まれた。
続いて6月8日に閣議決定された「環境白書・循環型社会白書・生物多様性白書」の中では、肉が高い温室効果ガス排出原になっていることに言及し、「食の一つの選択肢としての代替肉」が盛り込まれた。これは2020年10月に当時の菅首相が「2050年までに温室効果ガス排出量を実質ゼロにする」という目標を宣言したことを踏まえたものだ。
EUやアメリカでは、「ミート（肉）」などの表示をめぐり訴訟に発展するなど、代替たんぱく食品の表示は大きな問題となっているが、日本では現在のところスムーズに代替たんぱく食品の表記の使用が認められる方向に進んでいる。大豆ミート食品類の日本農林規格の制定や食肉の表示に関する公正競争規約の改正がされ、肉ではないことを明確に表示すれば、「大豆ミート」「大豆肉」などの表示ができる形になっている。
2022年2月24日、大豆ミート食品類の日本農林規格（「JAS規格」）が制定

## 消費者の需要
近年、畜産分野におけるアニマルウェルフェアや家畜伝染病、温室効果ガスの発生は畜産物に対するパッシングが見られるようになった。
畜産由来の肉を避けるベジタリアンやヴィーガン向けのみならず、代替肉は消費者一般に普及しつつあり、日本でも2019年頃から拡がりを見せている。
ユーロモニター・インターナショナルによる世界市場調査では、世界の消費者の4人に1人が肉の消費量を削減しているという。別の調査では、フランス人の50％、ドイツ人の42％、スペイン人の41％、イギリス人の36％が、2017年と比べて肉の消費量を減らした、と回答している。米国調査では、X世代の26 ％が植物性代替タンパクを好み、Z世代の44 ％が植物性代替タンパクにもっとお金を払ってもよいと回答した。
2022年に、アメリカ、日本、ドイツ、オーストラリアの四か国を対象に行った調査では、大豆など植物原料由来の食肉代替食品を子どもの食事などに取り入れるこに対して、全体として68％が意欲的であった。また、31か国を対象に行った2022年の調査では、22％の人が、ほとんどあるいはいつも、ベジタリアンあるいはヴィーガン料理を食べると回答した。また、2021-2022年 オーストラリア人を対象とした調査では32.2％が過去1年間で肉の消費量を減らしたことが判明した。
ドイツでは代替肉の広がりとともに、2011年から2021年にかけて食肉消費が12.3 ％減少した。また、2020年から2021年にかけて、動物性食品の代替品を毎日1回以上食べる人の割合は、5％から8％に増加。特に14～29歳における割合が最も高く、17％だった。

## 新型コロナウイルス感染症の影響
2019年末からパンデミックを起こした新型コロナウイルス感染症（COVID-19）は畜産システムの脆弱性を露呈した。
ベルトコンベア式に多くの人が密接して食肉処理・加工しなければならない屠殺場・食肉加工場ではクラスターが発生し、アメリカ合衆国では22の屠殺場が次々と操業を停止し、4月12日には巨大な屠殺場であるスミスフィールド・フーズの屠殺場も無期限で停止した。334,000件のCOVID-19感染が米国内の食肉加工工場に直接起因すると推定されており、食肉加工工場でのCOVID-19の発生や労働者の死亡は、食肉加工会社が労働者安全法を施行しなかったことに起因することが露呈し、食肉加工工場で最低賃金で働く人々の過酷な労働環境が世に広まることになった。食肉加工工場で重傷を負う率は平均的なアメリカ人労働者の3倍にのぼる。
屠殺場が停止したことにより、行き場のなくなった農場の鶏や豚が殺処分される事態にまで発展した。コロナの影響で米国ではこれまでにないほど多くの豚が殺処分され、食肉工場の稼働停止で数百万頭の動物が安楽死させられているとの報道により、消費者の嫌悪感、現在の食肉生産システムは持続可能ではないとの懸念が高まった。
食料品店は肉の販売を制限し始めたことで、肉の代替品はこれまでにないほど需要が急増した。代替肉の大手であるビヨンド・ミートは2020年4月に、シェアが49 %にまで上昇した。ニールセンがビジネスインサイダーに4月に提供したレポートによると、4月11日までの4週間で、精肉の代替食品の需要が前年比で272.2%まで急増したという。
2021年の世界の代替肉市場への投資総額は過去最高の50億ドルに上った。代替肉市場への歴代投資額のうちの73%にあたる80億ドルが2020年と2021年に調達されたことになり、コロナ禍による代替肉市場の成長が浮き彫りになった。フランスではCOVID－19による経済状況の悪化に対し、同植物性タンパク質国家戦略を実施。この戦略には植物性タンパクの利用促進が含まれている。

## 代替肉市場の拡大
近年、代替タンパクへの投資は過熱している。動物保護や健康志向の高まりといった観点から植物肉の需要は世界で急増し、2030年には9兆円市場になると予測される。
「2050年までに2度上昇するとする温暖化シナリオにおいて、食肉部門は数十億ドルのリスクを抱える」とも言われており、現在、食肉企業を含めた多くの大手企業が代替肉の開発、販売を始めている。ファストフードケンタッキー・フライド・チキンやピザハットを展開するヤム・ブランズもヴィ―ガンやベジタリアンに対応する植物性メニューを提供し、植物性メニューの開発を進めていく方針を示している。2020年時点で、ネスレ、テスコ、ユニリーバなど、大手食品会社の40 %は植物ベースの製品のチームを持っており、大手小売業者の47 %が「肉の棚」で植物ベースの代替肉を販売しているか、販売する計画を持っている。また2022年時点で、大手小売業者の 35% が、肉や乳製品の代替品の量や売上を増やすことを約束している。テスコやカルフール、リドル (Lidl) のように、何年までに何パーセント植物由来タンパク食品を増やすと言う数値目標を定めている企業もある。
肉の消費量は世界の多くの国でいまだ増加している一方、一部の国では肉の消費がピークに達したとの見方もある。研究では、一人当たりの所得が一定レベル（一人当たりGDPが約4万米ドル）になると、肉の総消費量は所得とともに減少することが確認された。
経営コンサルティング会社ATカーニーの分析は、2040年には「肉」市場における培養肉・代替肉の占める割合は60 %になり、現在の畜産由来の肉は実に40 %にまで低下するだろうと予測。シンクタンクのRethinkXは2019年、アメリカの植物性タンパクの産業が急速に拡大するだけでなく、今後15年間で動物タンパク産業に匹敵するものになると予測。植物性および培養されたタンパク質は、2030年までに動物タンパク質より5倍安くなるとも予測しており、牛乳の需要については2035年までに90 %減少し、他の畜産物も同様の道をたどると言う。株式会社矢野経済研究所によると、2020年における代替肉の世界市場規模（植物由来肉・培養肉計）は、メーカー出荷金額ベースで2,572億6,300万円、2025年は6,732億1,900万円に拡大し、2030年には1兆8,723億2,000万円に達すると予想されている。このように、多くの長期分析は代替肉市場の拡大を予測するものの、2020年-2022年にかけてアメリカでが代替肉の売り上げは横ばいとなっている。

## 価格
2020年時点での代替肉は割高となっているが、市場が拡大するにつれて価格は安くなると予想される。生肉の価格プロモーションを廃止した小売店もある。コストコは2024年までに少なくとも一つの代替肉製品は肉と同等の値段、あるいはそれより安く販売すると約束している。オランダの2022年の調査によると、代替肉の価格が、平均して肉よりも安くなったという。またドイツの大手小売業者 4 社 (Lidl、Kaufland、Aldi、Penny) は、自社ブランドの植物由来肉の価格を肉の価格に合わせて値下げした。
2022年のアメリカでの消費者調査では、肉と代替肉の価格が同じ場合、消費者の27％が代替肉を選択すると回答している。価格の低下が代替肉拡大に繋がる可能性もある。

## 著名人による代替肉への投資
ツイッターの共同設立者のエヴァン・ウィリアムス、NBAの選手らや、レオナルド・ディカプリオがビヨンド・ミート社に投資している。ディカプリオは2018年9月26日、自身のツイッターで次のように述べている。
植物性のハンバーガーは、牛肉のハンバーガーよりも水の使用量が99 %少なく、土地の使用は93 %少なく、エネルギーの使用量は50 %近く少ない。そして温室効果ガスは90 %削減される。未来のタンパク質への投資家であることを誇りに思う。—レオナルド・ディカプリオ、
代替肉のスタートアップであるインポッシブル・フーズ社には、マイクロソフトの創設者であるビル・ゲイツ、香港最大の企業集団・長江実業グループ創設者兼会長の李嘉誠らが投資している。

## 企業の動き
近年、タンパク質の多様化の重要性を認識し、代替たんぱく市場へ参入する企業が増加している。コナグラ、Groupe Casino（英語版）、Marks＆Spencer、Woolworthsの4社は、年次報告書で、動物性タンパク質と、気候変動や森林破壊などの環境影響との関連を公に認めている。2022年の調査によると、グローバル食品企業の35%が、代替肉や代替乳の売上を伸ばすための期限付きの数値目標を立てている。
グーグル社は、2013年に共同創設者のセルゲイ・ブリンが世界初の培養肉に投資、2015年に、代替肉の先駆者であるインポッシブル・フーズの買収を試みた。2016年にはグーグルの親会社であるアルファベットの会長が、非動物性食品は従来の食肉産業にとって代わるだろうとの予測を示し、グーグル社内食堂でも動物性食品を非動物性食品へ置き換えている。
KFC（ケンタッキー・フライドチキン）は各国で植物性フライドチキンや植物性ナゲットの販売を展開、また鶏の細胞組織と植物由来成分からなる材料を使った3Dバイオプリンティング技術による「ナゲット」の開発も開始した。マクドナルドも代替肉を使用したハンバーガーの販売を展開。バーガーキングもまた植物性ナゲットの販売を開始し、さらにオーストリアのバーガーキングでは今後は植物ベースのメニューを標準にすることをPRしている。
小売業を主とするイギリス最大手のテスコは2020年9月、WWF UKとのパートナーシップで、2025年までに植物ベースの肉代替商品を300 %まで増やすと発表。ユニリーバは2020年11月18日、今後5〜7年以内に植物性肉および乳代替品から10億ユーロの売上目標を目指している。また、ユニリーバを含むフランスの大手食品会社8社は、2026年までに植物由来の製品の売り上げを30億ユーロに伸ばすことを共同で誓約している。2020年11月23日にはスウェーデンのIKEA ABが、レストランでの食事の半分とパッケージ食品の80 %を2025年までに植物ベースにすることを決定した。ドイツ最大の小売業者Lidl は2023年、動物性タンパク質の提供を減らすこと、またその進捗状況を公開することを約束した。2023年には、フードサービス大手ソデクソが、2025年までに米国の大学向け食品メニューの50％を植物ベースにする目標を設定。
大手畜肉企業自らが代替たんぱく市場に参入する動きも広がる。ウクライナ最大の家禽企業MHPのCEOは、「MHPは将来、ビーガン、ラクトースフリー、グルテンフリーなどの代替食の開発に転向する可能性がある」と述べ、ドイツ最大の食肉生産者Tönniesは、将来は、製品の半分を肉なしのものにすると言う。2020年5月、食肉加工世界第9位のマルフリグと、穀物メジャーADMが植物ベースの販売事業のPlantPlus Foodsの設立に合意。ADMは、空気と水を肉を使用して肉を生成する技術を開発する企業にも投資している。タイのブロイラー生産最大手のCPフーズは、植物由来ブランドー「ミートゼロ」のフライドチキンを対KFCに供給すると発表。マルハニチロは魚油由来DHAにの代替となる藻由来DHAの製造・販売に着手した。
アメリカ人の食事の5食中2食にかかわると言われる畜産物パッカー最大手であるタイソンフーズは、2000年代から幾度も畜産場の潜入調査や動物虐待への抗議キャンペーンの対象となってきたが、2016年に同社の投資家らから、サプライチェーンにおける動物福祉問題と植物性食品の評判に向き合うよう促され、植物性市場に参入。タイソンは同年10月に代替肉のビヨンド・ミート社の株式を取得。さらに2018年2月には、自社製の代替肉を販売することを発表。2019年6月には独自の植物由来商品ブランド『Raised&Rooted』を立ち上げた。

### 日本
2019年以降、大豆ミートなどを使ったハンバーグやから揚げ、メンチカツ、シューマイなどの発売が相次いでいる。代替される肉の範囲はウナギや魚までと広い。代替肉に参入する企業も食肉加工会社、食品メーカー、コンビニチェーン、ファストフード、食品宅配など多岐にわたる。日清食品ホールディングスは、カップヌードルの「謎肉」や「卵」を100 %植物由来の素材で代替し、カップヌードルは環境負荷軽減のためにビーガン対応の食品にするとの見通しを示した。また動物の細胞から食用の肉を作る「培養肉」についても、研究開発を進めていくという。
2023年9月、食肉加工大手のスターゼン、伊藤ハム米久ホールディングス、日本ハムらは大豆を原料とした肉代替食品の大豆ミートの拡大を狙い、日本大豆ミート協会を設立した。2020年には政府系ファンドである株式会社農林漁業成長産業化支援機構が大豆由来の植物肉のスタートアップに投資した。また、三井物産や三菱のような商社による代替肉への出資も目立つ。
2023年6月、食品メーカーの雪国まいたけが代替肉の新事業を立ち上げ、マイタケをベースに多種のキノコを混合するキノコ由来の代替肉の開発に着手。2024年内に一般販売を予定している。

## 魚介類の代替
乱獲と環境破壊で海の魚は急速に減りつつあることが近年問題となっており、SDGsの観点から、魚介類代替品の動きが拡大している。世界の植物ベースのシーフード市場は、2027 年までに 30.4% の CAGR（年平均成長率） が見込まれている。
2020年10月、スイス食品大手ネスレが、植物原料のエビの代替食品を発売。また2023年には、代替魚介類のラインナップ拡張を発表した。またタイではスーパーで代替エビや代替イカが購入できる状況になっている
レオナルド・ディカプリオや、ロバート・ダウニー Jrの発足団体や、食肉加工大手タイソンフーズが、植物性魚介のスタートアップに投資するなど、この分野への投資も広まる。世界最大のマグロ加工業者であるタイユニオンは2021年、植物性代替シーフードのスタートアップ、および培養シーフードのスタートアップと提携し、植物性シーフード製品の発売計画発表した。同社は2022年には代替シーフード ブランドである ISH Food Companyとの提携も発表している。
2023年には、日本でも日本ハムが代替シーフード市場に参入、蒟蒻粉をベースにした代替マグロを開発、2024年7月には国内のレストラン向けに発売された。
カナダのように、政府が、植物性の「魚フィレ」プロジェクトを支援する動きもある。

## 健康
赤身肉を加工の少ない植物性食品に置き換えることには健康上の利点があることを示した多くの研究がある。ただし、塩、油、砂糖、香料、防腐剤が多く含まれている代替肉の加工品に注意する必要があることが指摘されている。